# Ilona Ruotsalainen
Ilona Ruotsalainen (ur. 8 stycznia 1981 w Jyväskylä) – fińska snowboardzistka. Podczas igrzysk zimowych w Vancouver zajęła 23. miejsce w gigancie równoległym. Jej najlepszym wynikiem na mistrzostwach świata w snowboardzie było 15. miejsce w slalomie równoległym na mistrzostwach w Kreischbergu. Najlepsze wyniki w Pucharze Świata osiągnęła w sezonie 2007/2008, kiedy to była 36 w klasyfikacji generalnej.

## Sukcesy

### Igrzyska olimpijskie
| Miejsce | Dzień     | Rok  | Miejscowość | Konkurencja       | Zwycięzca           |
| ------- | --------- | ---- | ----------- | ----------------- | ------------------- |
| 23.     | 26 lutego | 2010 | Vancouver   | Gigant równoległy | Nicolien Sauerbreij |

### Mistrzostwa Świata
| Miejsce | Dzień       | Rok  | Miejscowość          | Konkurencja       | Zwycięzca                 |
| ------- | ----------- | ---- | -------------------- | ----------------- | ------------------------- |
| 34.     | 23 stycznia | 2001 | Madonna di Campiglio | Gigant            | Karine Ruby               |
| 46.     | 26 stycznia | 2001 | Madonna di Campiglio | Slalom równoległy | Karine Ruby               |
| 49.     | 28 stycznia | 2001 | Madonna di Campiglio | Snowboardcross    | Karine Ruby               |
| 22.     | 13 stycznia | 2003 | Kreischberg          | Gigant równoległy | Ursula Bruhin             |
| 15.     | 15 stycznia | 2003 | Kreischberg          | Slalom równoległy | Isabelle Blanc            |
| 26.     | 18 stycznia | 2005 | Whistler             | Gigant równoległy | Manuela Riegler           |
| 22.     | 19 stycznia | 2005 | Whistler             | Slalom równoległy | Daniela Meuli             |
| 18.     | 16 stycznia | 2007 | Arosa                | Gigant równoległy | Jekatierina Tudiegieszewa |
| 16.     | 17 stycznia | 2007 | Arosa                | Slalom równoległy | Heidi Neururer            |
| DNS     | 18 stycznia | 2009 | Kangwŏn              | Snowboardcross    | Helene Olafsen            |
| 18.     | 20 stycznia | 2009 | Kangwŏn              | Gigant równoległy | Marion Kreiner            |
| 28.     | 21 stycznia | 2009 | Kangwŏn              | Slalom równoległy | Fränzi Mägert-Kohli       |

### Puchar Świata

#### Miejsca w klasyfikacji generalnej
- 2000/2001 - -
- 2001/2002 - -
- 2002/2003 - -
- 2003/2004 - -
- 2004/2005 - -
- 2005/2006 - 66.
- 2006/2007 - 47.
- 2007/2008 - 36.
- 2008/2009 - 72.
- 2009/2010 - 65.

#### Miejsca na podium
1. Landgraaf – 24 października 2004 (slalom równoległy) - 2. miejsce